# República da Gagaúzia
República da Gagaúzia (em gagauz: Gagauz Respublikası; em romeno: Republica Găgăuzia; em russo: Республика Гагаузия) foi um Estado autoproclamado em parte do território da antiga RSS da Moldávia, que existiu de 1990 a 1994 (legalmente), na verdade - até 1995. Reintegrado pacificamente em dezembro de 1994 - julho de 1995 a República da Moldávia. Hoje em dia - Entidade territorial autônoma da Gagaúzia.

## História

### Antecedentes
Os primeiros clubes de discussão sobre os problemas do povo Gagauz surgiram no final da década de 1980.
Em 21 de maio de 1989, foi realizado o primeiro congresso de representantes do povo gagaúz. Foi assim que surgiu o movimento social totalmente gagaúzio "Gagauz Halki".
Em 12 de novembro de 1989, foi realizado um Congresso Extraordinário de representantes do povo gagaúz, que proclamou a República Socialista Soviética Autônoma da Gagaúzia dentro da RSS da Moldávia, mas, no dia seguinte, o Presidium do Soviete Supremo da RSS da Moldávia cancelou as decisões do Congresso Extraordinário, considerando-as inconstitucionais.

### Estabelecimento da República
Em 19 de agosto de 1990, foi realizado o Primeiro Congresso dos Deputados do Povo da estepe ao sul da RSS da Moldávia, que adotou a "Declaração de Liberdade e Independência do povo Gagauz da República da Moldávia", proclamando a República da Gagauzia como parte da URSS. Em 21 de agosto, em uma sessão de emergência do Presidium do Soviete Supremo da RSS da Moldávia, a decisão de proclamar a república foi declarada ilegal, e a realização do Congresso de Deputados foi declarada inconstitucional.
Para "suprimir o separatismo", um destacamento de voluntários moldavos acompanhado por unidades policiais foi para Gagauzia. A mobilização começou em Gagauzia. Esses eventos foram chamados de "A campanha por Gagauzia". Gagauzia estava à beira de uma guerra civil, mas a chegada de unidades do exército soviético e de tropas internas do Ministério de Assuntos Internos da URSS impediu o derramamento de sangue.

### Existência da República
Por quatro anos depois disso, a República da Gagaúzia existiu como um estado não reconhecido. Os principais órgãos do poder estatal (Presidente, Conselho Supremo, ministérios e departamentos, exército (batalhão de forças especiais "Budjak" em 1990-1995)) foram formados e funcionaram.
A Gagaúzia não introduziu sua própria moeda nacional, ao contrário da Transnístria, formada na mesma época, em 1990.
O líder da República da Gagaúzia durante todo o período de sua existência foi Stepan Topal.
Em dezembro de 1994, com base nos acordos firmados entre a República da Gagaúzia e a Moldávia, foi assinado um documento sobre a integração pacífica da Gagaúzia com base nos direitos de autonomia, que foi implementado até o verão de 1995. Desde então, a República da Gagaúzia foi transformada na Unidade Autônoma da Gagaúzia - Gagauz Yeri.